# 普賢延命菩薩
普賢延命菩薩（ふげんえんめいぼさつ、梵: Vajrāmoghasamayasattva ）は、仏教における信仰対象である菩薩の一つ。普賢菩薩の持つ「延命」の功徳を、密教において一つの尊格として崇拝したもの。種子はヨク（युः 、yuḥ）。

## 概説

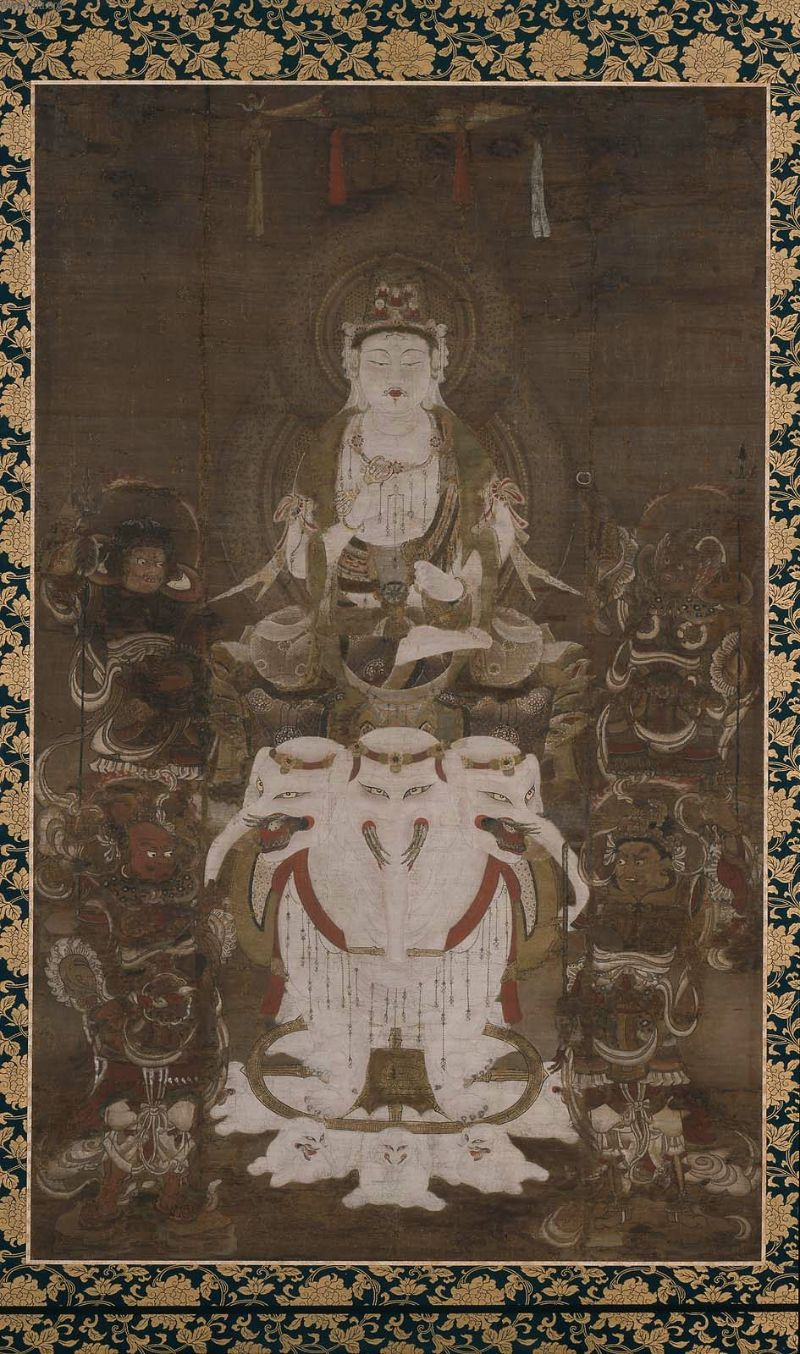
普賢延命菩薩像（12世紀、ボストン美術館所蔵）

大安楽不空真実菩薩は悟りを生み出す智慧を持つとされ、この菩薩が制定した禅定に入れば時の限界を超越した安楽な命が生成されるとされることから「普賢延命」と呼ばれるようになった。
普賢延命菩薩は、普賢菩薩（釈迦如来の脇侍であり、独尊としても祀られる）から派生した密教系の菩薩像であり、除災、長寿などを祈念する修法「普賢延命法」の本尊として造像される。
現世利益の菩薩と解釈された普賢延命菩薩は、10世紀から11世紀にかけて日本の宮廷社会で盛んに信仰された。
奈良県五條市の常覚寺は普賢延命菩薩を本尊とする寺院であり、現在このような例はきわめて稀少である。

## 真言
- オン・バザラユセイ・ソワカ (Oṃ vajrāyuṣe svāhā) [注 2][3]

## 絵画・彫刻
普賢延命菩薩の像容には、胎蔵界曼荼羅の大安楽不空真実菩薩と同型の20臂像と、金剛薩埵と同様に金剛杵と鈴を持つ2臂像がある。20臂像は真言系、2臂像は天台系とされる。
菩薩の乗る蓮華座は、真言系20臂像では4頭の白象によって支えられ、天台系2臂像では3つの頭を持つ1頭の象が支えている。
絵画では、京都府の松尾寺の2臂像（国宝）、広島県の持光寺の20臂像（国宝）のような名品がある。
また、アメリカ合衆国のボストン美術館には12世紀の普賢延命菩薩像が収蔵されており、3頭1体の象が菩薩を支えることから台密系の菩薩であることがわかる。
彫像としては、奈良県法隆寺大宝蔵殿（もと金堂安置）の20臂像などがあるが、遺例はさほど多くない。

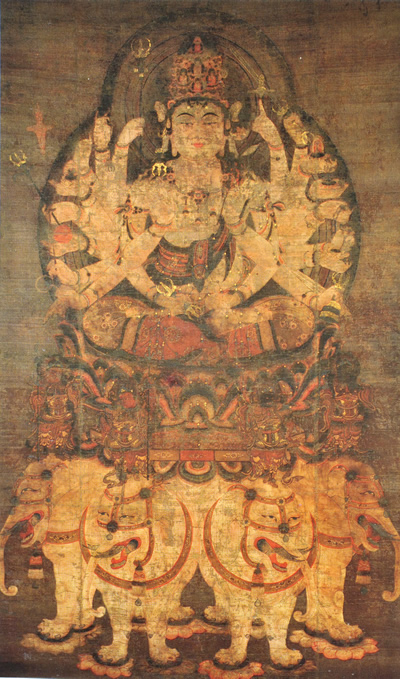
普賢延命菩薩像 広島・持光寺蔵 平安時代 国宝
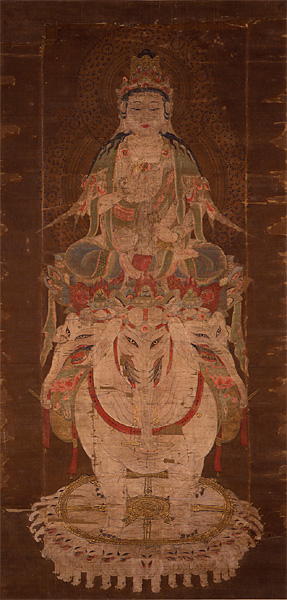
普賢延命菩薩像 京都・松尾寺蔵 平安時代 国宝
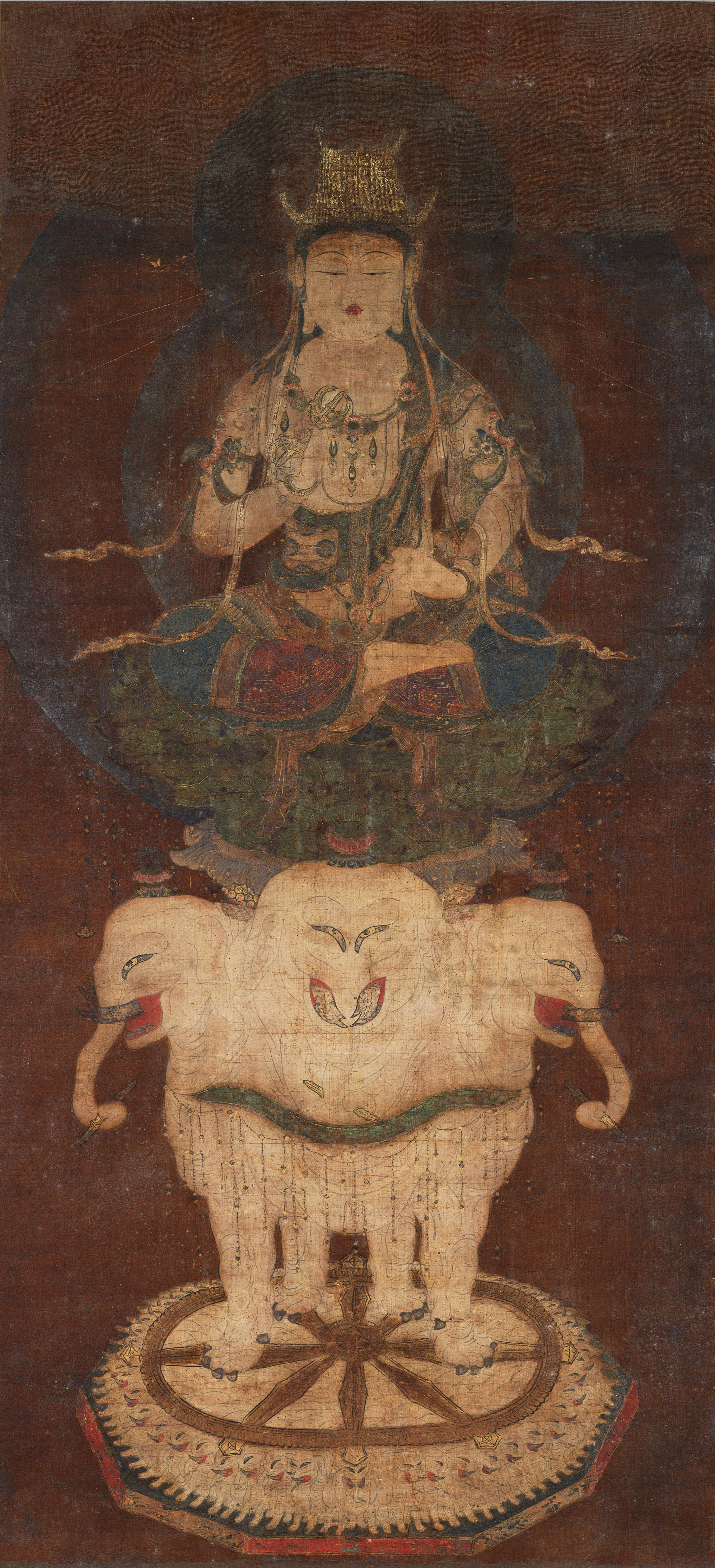
普賢延命菩薩像 奈良国立博物館蔵 鎌倉時代 重要文化財